# La Station Champbaudet
La Station Champbaudet est une comédie-vaudeville en trois actes d'Eugène Labiche, représentée pour la première fois à Paris au Théâtre du Palais-Royal le 7 mars 1862.
- Collaborateur Marc-Michel.
- Editions Michel Lévy frères.

## Quelques répliques
Acte I, scène 1 :
Madame Champbaudet, debout et se regardant dans une petite glace à main :
Je ne veux pas me flatter… non !… mais il y a des matins… quand le ciel est pur… et que ma toilette est terminée… où je me donnerais tout au plus… tout au plus trente ans.
Acte III, scène 5 :
Tacarel, bas :
Elle paraît comme ça le matin… à jeun ; mais le soir, elle est splendide.

## Distribution
| Acteurs et actrices ayant créé les rôles  |                   |
| Personnage                                | Acteur ou actrice |
| Paul Tacarel, architecte                  | Gil-Pérès         |
| Letrinquier, rentier                      | Lhéritier         |
| Théodore Garambois, employé au télégraphe | M. Pellerin       |
| Arsène, le domestique de Mme Champbaudet  | Lassouche         |
| Edmond Durozoir, vieil employé            | M. Mercier        |
| Mme Champbaudet, veuve, 47 ans            | Mme Thierret      |
| Nina Letrinquier, sœur de Letrinquier     | Mme Delille       |
| Caroline, fille de Letrinquier            | Mme Damain        |
| Victoire, la bonne des Letrinquier        | Mme Victorine     |
| Une dame voilée                           | Mme Louise Dubus  |

## Mises en scène notables
- 1972 : La Station Champbaudet (d'Eugène Labiche et Marc-Michel), mise en scène Jean-Laurent Cochet, Comédie-Française

- Sélectionnée par le festival l’Humour en Capitales et jouée au Théâtre Marigny du 7 au 14 mai 2013 avec:

| Acteur                       | Rôle               |
| ---------------------------- | ------------------ |
| Lorànt Deutsch               | Paul Tacarel       |
| Claire Nadeau                | Veuve Champbaudet  |
| Sylviane Goudal              | Nina Letrinquier   |
| Jean-Noël Brouté             | Théodore Garambois |
| Aurélie Debauge              | Victorine          |
| Pierre-François Martin-Laval | Arsène             |
| Bruno Solo                   | Letrinquier        |
| Marie-Julie Baup             | Caroline           |
| Jacques Herlin               | Durozoir           |
| Ladislas Chollat             | Metteur en scène   |